# Björn Granath
Björn Granath (Göteborg, 5 april 1946 – Stockholm, 5 februari 2017) was een Zweeds acteur.

## Carrière
Granath begon in 1968 met acteren in de film Exercis, waarna hij nog meer dan 130 rollen speelde in films en televisieseries. Van 1987 tot en met 2007 was Granath ook actief als acteur en toneelregisseur in het Kungliga Dramatiska Teatern in Stockholm.
In 1988 werd hij genomineerd voor een European Film Award voor zijn rol in de film Pelle erövraren, en won hij voor deze rol een Bodil Award in de categorie Beste Acteur in een Bijrol. In 2000 ontving hij de Zweedse koninklijke onderscheiding Litteris et Artibus.
In Nederland geniet hij enige bekendheid van de televisieserie The Bridge.

## Filmografie

### Films
Selectie:
- 2011 Nils Holgerssons wunderbare Reise - als Verwalter
- 2010 The American - als jager
- 2010 Sound of Noise - als directeur ziekenhuis
- 2009 Män som hatar kvinnor - als Gustav Morell
- 1987 Pelle erobreren - als Erik

### Televisieseries
Uitgezonderd eenmalige gastrollen.
- 2017-2018 Löwanders (Vår tid är nu) - als August Drugge - 5 afl.
- 2017 Fallet - als Arne Arnesen - 5 afl.
- 2015 The Bridge - als Kjell - 3 afl.
- 2010 Millennium - als Gustav Morell - 2 afl.
- 2007 Playa del Sol - als Ägaren HK - 2 afl.
- 2006 Stjärnorna på slottet - als spreker - 5 afl.
- 2003 Talismanen - als Leonard Sköld - 2 afl.
- 2000-2002 Rederiet - als Göran Sandell - 10 afl.
- 2000 Labyrinten - als Tornman - 5 afl.
- 1998 Kvinnan i det låsta rummet - als Erik Bauer - 3 afl.
- 1998 Aspiranterna - als Pierre - 2 afl.
- 1997 Pelle Svanslös - als Konrad - 2 afl.
- 1994 Fallet Paragon - als Berättarröst resumé - 2 afl.
- 1993 Tomtemaskinen - als Grannen Gustavsson - 2 afl.
- 1991 Den goda viljan - als Oscar Åkerblom - 3 afl.
- 1990 Raoul Wallenberg - fånge i Sovjet - als Georgij Farafonov - 2 afl.
- 1987 Varuhuset - als spion - 3 afl.
- 1985 Sagan om Skrotnisse och hans vänner - als Efraim / Kriminalare (stemmen) - 6 afl.
- 1979 Madicken - als papa - 6 afl.

- Bibsys: 5030515
- Biblioteca Nacional de España: XX5596247
- Gemeinsame Normdatei: 139711457
- International Standard Name Identifier: 0000 0001 2026 8715
- Library of Congress Control Number: no2003103668
- MusicBrainz: e5d9b405-2781-4e33-a443-a40b699efdf1
- Nationale Bibliotheek van Tsjechië: xx0136445
- Nationale Bibliotheek van Israël: 987007324726705171
- Nederlandse Thesaurus van Auteursnamen: 400339129
- Système universitaire de documentation: 251060713
- Virtual International Authority File: 61242495
- WorldCat: E39PBJvxyRr4ryH4Dm3yJTGGpP